# پریشانی یار من است
«پریشانی یار من است» (انگلیسی: Trouble Is a Friend) تک‌آهنگی از خوانندهٔ استرالیایی لنکا است که در سال ۲۰۰۸ ضبط و در ۱ سپتامبر ۲۰۰۹ منتشر شد. از این ترانه در فیلم ایزی ای و سریال‌های تلویزیونی یولیا، آناتومی گری و ۹۰۲۱۰ استفاده شده‌است.

## جداول موسیقی
| جدول (۲۰۰۹)          | بالاترین رتبه |
| -------------------- | ------------- |
| جدول تک‌آهنگ‌های آلمان | ۶۵            |
| جدول تک‌آهنگ‌های نروژ  | ۱۰            |